# Buki (jezioro)
Buki (niem. Grosser Buck See) –  jezioro  na Równinie Gorzowskiej, w powiecie strzelecko-drezdeneckim, w gminie Strzelce Krajeńskie.
Jezioro otoczone lasami, położone około 3 km na południe od miejscowości Danków. Jezioro posiada regularną linię brzegową, jest silnie zeutrofizowane.